# Giải vô địch bóng đá U-15 Đông Nam Á 2017
Giải vô địch bóng đá U-15 Đông Nam Á 2017 (tiếng Anh: 2017 AFF U-15 Championship) là mùa giải thứ 12 của Giải vô địch bóng đá U-16 Đông Nam Á (đây là mùa giải đầu tiên của U-15), giải vô địch bóng đá trẻ quốc tế hàng năm do Liên đoàn bóng đá Đông Nam Á tổ chức cho các cầu thủ nam dưới 15 tuổi đội tuyển quốc gia ở khu vực Đông Nam Á. Nó đã bị đảo ngược từ một cuộc thi dưới 16 tuổi đến cuộc thi dưới 15 tuổi để chuẩn bị cho vòng loại giải vô địch bóng đá U-16 châu Á 2018. Thái Lan, đã được lựa chọn là nước chủ nhà và trở lại lần đầu tiên kể từ Giải vô địch bóng đá U-16 Đông Nam Á 2009 bị hủy.
Có tổng cộng 12 đội tham dự thi đấu, với các cầu thủ sinh từ hoặc sau ngày 1 tháng 1 năm 2002 đủ điều kiện để tham gia. Mỗi trận đấu có tông thời gian là 80 phút, bao gồm hai hiệp, mỗi hiệp 40 phút.

## Các đội tuyển
Giải đấu không có vòng loại, tất cả đều được tham dự vòng chung kết. 
12 đội sau đây từ các thành viên liên đoàn của Liên đoàn bóng đá Đông Nam Á tham gia giải đấu. 
| Đội         | Liên đoàn        | Số lần tham dự | Thành tích tham dự tốt nhất              |
| ----------- | ---------------- | -------------- | ---------------------------------------- |
| Thái Lan    | HHBĐ Thái Lan    | 8              | Vô địch (2007, 2011, 2015)               |
| Úc          | LĐBĐ Úc          | 6              | Vô địch (2008, 2016)                     |
| Việt Nam    | LĐBĐ Việt Nam    | 10             | Vô địch (2006, 2010, 2017)               |
| Campuchia   | LĐBĐ Campuchia   | 8              | Vị trí thứ 4 (2016)                      |
| Brunei      | HHBĐ Brunei DS   | 6              | Vòng bảng (2002, 2007, 2013, 2015, 2016) |
| Indonesia   | HHBĐ Indonesia   | 8              | Á quân (2013)                            |
| Lào         | LDBĐ Lào         | 8              | Á quân (2002, 2007, 2011)                |
| Malaysia    | HHNĐ Malaysia    | 9              | Vô địch (2013)                           |
| Myanmar     | LĐBĐ Myanmar     | 9              | Vô địch (2002, 2005)                     |
| Philippines | LĐBĐ Philippines | 6              | Vòng bảng (2002, 2011, 2013, 2015, 2016) |
| Singapore   | HHBĐ Singapore   | 8              | Vị trí thứ 4 (2008, 2011)                |
| Đông Timor  | FF Timor-Leste   | 5th            | Vị trí thứ ba (2010)                     |

## Địa điểm
Giải đấu được tổ chức ở 2 địa điểm thuộc Chonburi, Chonburi: Sân vận động Cơ sở Chonburi và Sân vận động Chonburi  (ở Mueang Chonburi).
| Chonburi | Mueang Chonburi |
| -------- | --------------- |
|          |                 |

| Vòng bảng                                       | Vòng đấu loại trực tiếp                       |
| ----------------------------------------------- | --------------------------------------------- |
| Sân vận động Cơ sở Chonburi                     | Sân vận động Chonburi                         |
| 13°24′41″B 100°59′34″Đ / 13,41139°B 100,99278°Đ | 13°20′14″B 100°57′18″Đ / 13,33722°B 100,955°Đ |
| Sức chứa: 12.000                                | Sức chứa: 8.680                               |
|                                                 |                                               |

## Bốc thăm
| Nhóm 1                  | Nhóm 2                         | Nhóm 3                   | Nhóm 4                         | Nhóm 5                        | Nhóm 6                                               |
| ----------------------- | ------------------------------ | ------------------------ | ------------------------------ | ----------------------------- | ---------------------------------------------------- |
| Úc (1) · Việt Nam (2) · | Thái Lan (3) · Campuchia (4) · | Lào (5) · Malaysia (6) · | Myanmar (7) · Đông Timor (8) · | Singapore (9) · Brunei (10) · | Philippines (11) · Indonesia (không được xếp hạng) · |

## Vòng bảng
Hai đội đứng đầu mỗi bảng được tham dự vòng bán kết.

Tiebreakers
The teams are ranked according to points (3 points for a win, 1 point for a draw, 0 points for a loss). If tied on points, tiebreakers are applied in the following order:
1. Goal difference in all the group matches;
2. Greater number of goals scored in all the group matches;
3. Result of the direct match between the teams concerned;
4. Kicks from the penalty mark if the teams concerned are still on the field of play.
5. Lowest score using Fair Play Criteria;
6. Drawing of lots.

- Toàn bộ trận đấu tổ chức ở Thái Lan.
- Giờ theo giờ địa phương, UTC+7.

### Bảng A
| VT | Đội          | ST | T | H | B | BT | BB | HS  | Đ  | Giành quyền tham dự     |
| -- | ------------ | -- | - | - | - | -- | -- | --- | -- | ----------------------- |
| 1  | Thái Lan (H) | 5  | 5 | 0 | 0 | 8  | 2  | +6  | 15 | Vòng đấu loại trực tiếp |
| 2  | Úc           | 5  | 4 | 0 | 1 | 24 | 6  | +18 | 12 | Vòng đấu loại trực tiếp |
| 3  | Myanmar      | 5  | 2 | 1 | 2 | 6  | 8  | −2  | 7  |                         |
| 4  | Lào          | 5  | 2 | 0 | 3 | 7  | 9  | −2  | 6  |                         |
| 5  | Indonesia    | 5  | 1 | 1 | 3 | 9  | 13 | −4  | 4  |                         |
| 6  | Singapore    | 5  | 0 | 0 | 5 | 0  | 16 | −16 | 0  |                         |

| Úc           | 1–2      | Thái Lan                            |
| ------------ | -------- | ----------------------------------- |
| - Ostler 23' | Chi tiết | - Suphanat 28' - Simmons 73' (l.n.) |

| Lào                       | 2–0      | Singapore |
| ------------------------- | -------- | --------- |
| - Souphan 67' - Chony 70' | Chi tiết |           |

| Myanmar                                         | 2–2      | Indonesia                                 |
| ----------------------------------------------- | -------- | ----------------------------------------- |
| - Naung Naung Soe 31' (ph.đ.) - La Min Htwe 33' | Chi tiết | - Nyan Lin Htet 4' (l.n.) - Pradika 80+2' |

| Lào | 0–2      | Myanmar                                 |
| --- | -------- | --------------------------------------- |
|     | Chi tiết | - Naung Naung Soe 65' - La Min Htwe 80' |

| Indonesia | 0–1      | Thái Lan       |
| --------- | -------- | -------------- |
|           | Chi tiết | - Suphanat 74' |

| Singapore | 0–8      | Úc                                                                                               |
| --------- | -------- | ------------------------------------------------------------------------------------------------ |
|           | Chi tiết | - Warland 6' - Kirdar 7' - Kucharski 17' - Antonis 31' - Darjani 40', 49' - Main 71' - Varga 75' |

| Singapore | 0–2      | Myanmar                              |
| --------- | -------- | ------------------------------------ |
|           | Chi tiết | - Yan Kyaw Soe 20' - La Min Htwe 29' |

| Úc                                                                                      | 7–3      | Indonesia           |
| --------------------------------------------------------------------------------------- | -------- | ------------------- |
| - Ostler 9' - Botic 11', 30' - Sepping 14' - Kirdar 35' - Teague 55' - De Robillard 65' | Chi tiết | - Kahfi 3', 8', 63' |

| Thái Lan                      | 2–1      | Lào         |
| ----------------------------- | -------- | ----------- |
| - Thanarat 57' - Suphanat 61' | Chi tiết | - Chony 51' |

| Indonesia                      | 2–3      | Lào                                        |
| ------------------------------ | -------- | ------------------------------------------ |
| - Alrizky 32' - Juliansyah 64' | Chi tiết | - Khamsavanh 13' - Soubanh 40' - Chony 65' |

| Thái Lan                         | 2–0      | Singapore |
| -------------------------------- | -------- | --------- |
| - Thakdanai 60' - Kittiphong 80' | Chi tiết |           |

| Myanmar | 0–5      | Úc                                                             |
| ------- | -------- | -------------------------------------------------------------- |
|         | Chi tiết | - Broyce 18' - Varga 48' - Sepping 50' - Duzel 55' - Botic 70' |

| Úc                                    | 3–1      | Lào         |
| ------------------------------------- | -------- | ----------- |
| - Kucharski 26' - Stellitano 52', 59' | Chi tiết | - Chony 40' |

| Thái Lan       | 1–0      | Myanmar |
| -------------- | -------- | ------- |
| - Suphanat 69' | Chi tiết |         |

| Singapore | 0–2      | Indonesia          |
| --------- | -------- | ------------------ |
|           | Chi tiết | - Brylian 55', 61' |

### Bảng B
| VT | Đội         | ST | T | H | B | BT | BB | HS  | Đ  | Giành quyền tham dự     |
| -- | ----------- | -- | - | - | - | -- | -- | --- | -- | ----------------------- |
| 1  | Việt Nam    | 5  | 5 | 0 | 0 | 16 | 2  | +14 | 15 | Vòng đấu loại trực tiếp |
| 2  | Malaysia    | 5  | 4 | 0 | 1 | 11 | 3  | +8  | 12 | Vòng đấu loại trực tiếp |
| 3  | Campuchia   | 5  | 2 | 0 | 3 | 8  | 8  | 0   | 6  |                         |
| 4  | Brunei      | 5  | 1 | 2 | 2 | 3  | 5  | −2  | 5  |                         |
| 5  | Philippines | 5  | 1 | 1 | 3 | 2  | 13 | −11 | 4  |                         |
| 6  | Đông Timor  | 5  | 0 | 1 | 4 | 0  | 9  | −9  | 1  |                         |

| Việt Nam                                 | 2–1      | Campuchia     |
| ---------------------------------------- | -------- | ------------- |
| - Vũ Tiến Long 29' - Nguyễn Bá Dương 76' | Chi tiết | - Chanthea 3' |

| Đông Timor | 0–0      | Brunei |
| ---------- | -------- | ------ |
|            | Chi tiết |        |

| Malaysia                   | 2–0      | Philippines |
| -------------------------- | -------- | ----------- |
| - Khalili 31' - Hafizo 58' | Chi tiết |             |

| Đông Timor | 0–2      | Malaysia                  |
| ---------- | -------- | ------------------------- |
|            | Chi tiết | - Danish 31' - Harith 64' |

| Philippines | 0–4      | Campuchia                              |
| ----------- | -------- | -------------------------------------- |
|             | Chi tiết | - Chanthea 9', 14', 44' - Darapich 20' |

| Brunei      | 1–2      | Việt Nam                                      |
| ----------- | -------- | --------------------------------------------- |
| - Masri 36' | Chi tiết | - Nguyễn Bá Dương 16' - Nguyễn Quốc Hoàng 79' |

| Brunei | 0–3      | Malaysia                              |
| ------ | -------- | ------------------------------------- |
|        | Chi tiết | - Azrul 4' - Azzim 37' - Ashrafiq 48' |

| Việt Nam | 7–0      | Philippines |
| --- | -------- | ----------- |
| - Đinh Thanh Trung 3', 67' - Nguyễn Thế Hùng 4' - Ngô Quang Thuận 17' - Võ Nguyên Hoàng 47' - Khuất Văn Khang 75' - Trịnh Văn Chung 80' | Chi tiết |             |

| Campuchia      | 1–0      | Đông Timor |
| -------------- | -------- | ---------- |
| - Chanthea 41' | Chi tiết |            |

| Philippines                   | 2–0      | Đông Timor |
| ----------------------------- | -------- | ---------- |
| - Gonzales 15' - Padernal 58' | Chi tiết |            |

| Campuchia | 0–2      | Brunei           |
| --------- | -------- | ---------------- |
|           | Chi tiết | - Raimi 56', 65' |

| Malaysia       | 0–1      | Việt Nam             |
| -------------- | -------- | -------------------- |
| Jaineh 71' 80' | Chi tiết | - Ngô Quang Thuận 3' |

| Việt Nam                                                                                 | 4–0      | Đông Timor   |
| ---------------------------------------------------------------------------------------- | -------- | ------------ |
| - Nguyễn Bá Dương 25' - Trịnh Quang Trường 43' - Ngô Đức Hoàng 58' - Trịnh Văn Chung 67' | Chi tiết | Da Costa 42' |

| Campuchia            | 2–4      | Malaysia                                     |
| -------------------- | -------- | -------------------------------------------- |
| - Bunnarong 47', 70' | Chi tiết | - Azzim 22' - Danial 30' - Ashrafiq 73', 82' |

| Brunei | 0–0      | Philippines |
| ------ | -------- | ----------- |
|        | Chi tiết |             |

## Vòng đấu loại trực tiếp
Ở vòng đầu loại trực tiếp, loạt sút luân lưu được dùng để xác định đội nào đi tiếp nếu cần thiết (hiệp phụ sẽ không dùng đến).

### Sơ đồ
|  | Bán kết               | Bán kết  |                       |       | Chung kết | Chung kết |
|  |                       |          |                       |       |           |           |
|  | 20 tháng 7 – Chonburi |          |                       |       |           |           |
|  |                       |          |                       |       |           |           |
|  | Thái Lan              | 1        |                       |       |           |           |
|  | Thái Lan              | 1        | 22 tháng 7 – Chonburi |       |           |           |
|  | Malaysia              | 0        |                       |       |           |           |
|  | Malaysia              | 0        | Thái Lan              | 0 (2) |           |           |
|  | 20 tháng 7 – Chonburi |          | Thái Lan              | 0 (2) |           |           |
|  |                       | Việt Nam | 0 (4)                 |       |           |           |
|  | Việt Nam              | Việt Nam | 0 (4)                 | 2     |           |           |
|  | Việt Nam              |          |                       | 2     |           |           |
|  | Úc                    | 0        |                       |       |           |           |
|  | Úc                    | 0        | Third place match     |       |           |           |
|  |                       |          |                       |       |           |           |
|  | 22 tháng 7 – Chonburi |          |                       |       |           |           |
|  |                       |          |                       |       |           |           |
|  | Malaysia              | 2        |                       |       |           |           |
|  | Malaysia              | 2        |                       |       |           |           |
|  | Úc                    | 3        |                       |       |           |           |

### Bán kết
| Thái Lan         | 1–0      | Malaysia |
| ---------------- | -------- | -------- |
| - Jakkrapong 17' | Chi tiết |          |

| Việt Nam                                      | 2–0      | Úc |
| --------------------------------------------- | -------- | -- |
| - Nguyễn Quốc Hoàng 29' - Võ Nguyên Hoàng 32' | Chi tiết |    |

### Trận tranh hạng ba
| Malaysia                | 2–3      | Úc                                         |
| ----------------------- | -------- | ------------------------------------------ |
| - Azzim 7' - Danial 80' | Chi tiết | - Kucharski 16' - Antonis 38' - Kirdar 76' |

### Chung kết
| Thái Lan                                        | 0–0      | Việt Nam                                                                 |
| ----------------------------------------------- | -------- | ------------------------------------------------------------------------ |
|                                                 | Chi tiết |                                                                          |
| Loạt sút luân lưu                               |          |                                                                          |
| - Jakkrapong - Pongsakorn - Kittichai - Sarawut | 2–4      | - Đinh Thanh Trung - Ngô Quang Thuận - Đoàn Chí Bảo - Trịnh Quang Trường |

## Nhà vô địch
| Giải vô địch bóng đá U-15 Đông Nam Á 2017 |
| ----------------------------------------- |
| · Việt Nam · Lần thứ ba                   |

## Danh sách cầu thủ ghi bàn
5 bàn
- Sieng Chanthea

4 bàn
- Chony Wenpaserth
- Suphanat Mueanta

3 bàn
- Noah Botic
- Amiruddin Kahfi
- Muhammad Amirul Ashrafiq Hanifah
- La Min Htwe
- Nguyễn Bá Dương

2 bàn
- Navarone Darjani
- Birkan Kirdar
- Jaiden Kucharski
- Trent Ostler
- Lachlan Sepping
- Giovanni Stellitano
- Joshua Varga
- Addy Raimi
- Bunthoeun Bunnarong
- Brylian Aldama
- Muhammad Amirul Azzim Mohd Ruzki
- Naung Naung Soe
- Đinh Thanh Trung
- Ngô Quang Thuận
- Nguyễn Quốc Hoàng
- Trịnh Văn Chung
- Võ Nguyên Hoàng

1 goal
- George Antonis
- Brodie Broyce
- Stephan De Robillard
- Luke Duzel
- Thomas Main
- Ryan Teague
- Riley Warland
- Aminuddin Haji Masri
- Ros Darapich
- Althaf Alrizky
- Rendy Juliansyah
- Miftakhul Pradika
- Khamsavanh Louanthammakhanh
- Soubanh Keopheth
- Souphan Khambaion
- Mohammad Ikhwan Mohd Hafizo
- Mohammad Danish Ishak
- Harith Naem Jaineh
- Ahmad Zikri Mohd Khalili
- Muhammad Danial Amali
- Muhammad Azrul Haikal Ramlee
- Yan Kyaw Soe
- Asignar Gonzales
- Ferrer Padernal
- Kittiphong Khetpara
- Thanarat Thumsen
- Thakdanai Jaihan
- Khuất Văn Khang
- Ngô Đức Hoàng
- Nguyễn Thế Hùng
- Trịnh Quang Trường
- Vũ Tiến Long

1 bàn phàn lưới nhà
- Jack Simmons (đối đầu với Thái Lan)
- Nyan Lin Htet (đối đầu với Indonesia)